# Cacomantis pallidus
Cacomantis pallidus là một loài chim trong họ Cuculidae.

## Hình ảnh

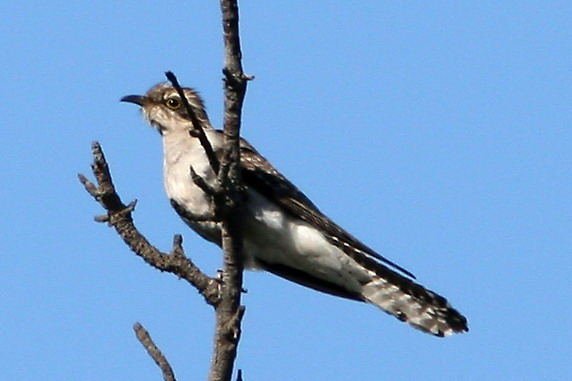
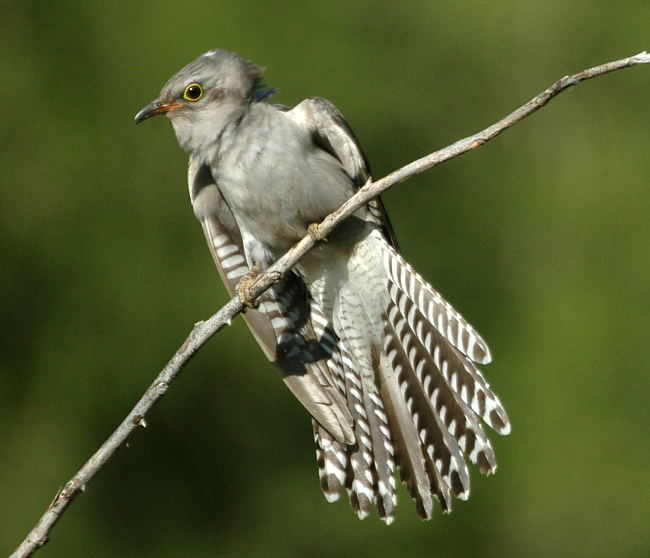